# Galt MacDermot
Arthur Terence Galt MacDermot (Montréal, 18 dicembre 1928 – Staten Island, 17 dicembre 2018) è stato un compositore e pianista canadese.

## Biografia
Vinse un Grammy per il brano African Waltz, nella versione di Cannonball Adderley del 1960 (e pubblicata nell'album African Waltz del 1961). I suoi musical di maggior successo furono Hair (1967) e Two Gentlemen of Verona (1971).
MacDermot compose anche colonne sonore, album jazz e funky. È conosciuto soprattutto per Hair e, in particolare, per le canzoni Aquarius, Let the Sunshine In e Good Morning Starshine, che furono grandi successi nel 1969.
Galt MacDermot è morto nella propria casa presso Silver Lake (Staten Island).